# یواس‌اس ریتون (اس‌اس-۲۷۰)
یواس‌اس ریتون (اس‌اس-۲۷۰) (به انگلیسی: USS Raton (SS-270)) یک زیردریایی بود که طول آن ۳۱۱ فوت ۹ اینچ (۹۵٫۰۲ متر) بود. این زیردریایی در سال ۱۹۴۳ ساخته شد.